# Tudor Vianu
Tudor Vianu (Giurgiu, 8 de enero de 1898 - Bucarest, 21 de mayo de 1964) fue un crítico e historiador literario, poeta, filósofo y traductor rumano.

## Datos biográficos
En 1915 Vianu fue admitido en la Facultad de Filosofía y Derecho de Bucarest. Más tarde consiguió el título de doctor en filosofía en la Universidad de Tubinga.
Su obra se extendió a lo largo de cuatro décadas: desde su volumen de debut, aparecido en alemán en 1924, su primer estudio en el campo de la estética: Das Wertungsproblem in Schillers Poetik (El problema de la valorización en la poética de Schiller) y hasta el volumen sobre Arghezi, poet al omului (Arghezi, poeta del hombre, con el subtítulo «Canto al hombre»), un estudio de literatura comparada publicado en el verano de 1964, un mes después del fallecimiento del crítico.
Tudor Vianu fue profesor titular de estética, director del Teatro Nacional (1945), embajador en Belgrado (1946) y, a partir de 1955, miembro titular de la Academia Rumana.
Su hijo, Ion Vianu, es también escritor.

## Algunas obras
- 1925: Dualismul artei (El dualismo del arte)
- 1930: Poezia lui Eminescu (La lírica de Eminescu)
- 1932: Arta şi frumosul (El arte y lo bello)
- 1932: Arta prozatorilor români (El arte de los prosadores rumanos)
- 1934: Idealul clasic al omului (El ideal clásico del hombre)
- 1934-1936: Estetica, en 2 volúmenes
- 1937: Filosofie şi poezie
- 1942: Introducere în teoría valorilor (Introducción en la teoría de los valores)
- 1944: Istoria literaturii române moderne - în colaborare cu Şerban Cioculescu şi Vladimir Streinu (Historia de la literatura romana moderna, en colaboración con Şerban Cioculescu y Vladimir Streinu)
- 1962: Dicţionar de maxime comentat (Diccionario de máximas comentadas)
- 1964: Arghezi, poet al omului

## Crítica de su obra
- Ion Biberi, Tudor Vianu, Bucarest, Editura pentru Literatură, 1966
- Ion Pascadi, Estetica lui Tudor Vianu, Bucarest, Editura Ştiinţifică, 1968
- Traian Podgoreanu, Umanismul lui Tudor Vianu, Bucarest, Editura Cartea Românească, 1973
- Ecaterina Ţarălungă, Tudor Vianu, Bucarest, Editura Cartea Românească, 1984
- Henri Zalis, Tudor Vianu, Bucarest, Editura Recif, 1997
- Henri Zalis, Viaţa lui Tudor Vianu. O biografie intelectuală , Bucarest, Editura Atlas, 1997
- Vasile Lungu, Viaţa lui Tudor Vianu, Bucarest, Editura Minerva, 1997
- George Gană, Tudor Vianu şi lumea culturii, Bucarest, Editura Minerva, 1998
- Vasile Lungu, Opera lui Tudor Vianu, Bucarest, Editura Eminescu, 1999
- Petru Vaida, Opera filozofică a lui Tudor Vianu, Bucarest, Editura Enciclopedică, 2004

- Datos: Q8273058
- Multimedia: Tudor Vianu / Q8273058